# Коскольський сільський округ (Каратобинський район)
Коско́льський сільський округ (каз. Қоскөл ауылдық округі, рос. Коскольский сельский округ) — адміністративна одиниця у складі Каратобинського району Західноказахстанської області Казахстану. Адміністративний центр — село Косколь.
Населення — 946 осіб (2021; 1471 у 2009, 1852 у 1999, 1798 у 1989).
Станом на 1989 рік існувала Коскольська сільська рада (села Дайиноткель, Косколь).

## Склад
До складу округу входять такі населені пункти:
| Населений пункт | Старі назви | Населення, осіб (1989) | Населення, осіб (1999) | Населення, осіб (2009) | Населення, осіб (2021) |
| --------------- | ----------- | ---------------------- | ---------------------- | ---------------------- | ---------------------- |
| Косколь, село   | -           | 1441                   | 1454                   | 1128                   | 753                    |
| Шалгин, село    | Дайиноткель | 357                    | 398                    | 343                    | 193                    |